# میکروبادی
ریزتن، میکروبادی (به انگلیسی: microbody) یا سیتوزوم (به انگلیسی: cytosome) نوعی اندامک است که در یاخته‌های گیاهان، جانوران و آغازیان جانورمانند یافت می‌شود. اندامک‌های خانواده میکروبادی‌ها شامل پراکسی‌زوم، گلی‌اکسی‌زوم، گلیکوزوم و هیدروژنوزوم است. در مهره‌داران، میکروبادی‌ها به ویژه در کبد و کلیه فراوانند.

## ساختار

ساختار میکروبادی - پراکسی‌زوم

میکروبادی‌ها انواع گوناگونی از اجسام موجود در مایع درون‌سلولی هستند. میکروبادی معمولاً یک وزیکول با شکل کروی با قطری که از ۰٫۲ تا ۱٫۵ میکرومتر متغیر است. میکروبادی‌ها در سیتوپلاسم یاخته پیدا می‌شوند، اما تنها با میکروسکوپ الکترونی می‌توان آن‌ها را دید. آن‌ها توسط یک غشای دو لایه‌ای فسفولیپیدی احاطه شده‌اند و حاوی ماتریسی از ماده درون‌یاخته‌ای از جمله آنزیم‌ها و پروتئین‌های دیگر هستند، اما به نظر نمی‌رسد که دارای ماده ژنتیکی باشند تا بتوانند خود را تکثیر کنند.

## کارکرد
میکروبادی‌ها حاوی آنزیم‌هایی هستند که در مراحل آماده‌سازی یا میانی واکنش‌های بیوشیمیایی درون یاخته شرکت می‌کنند. این کار تجزیه چربی‌ها، الکل‌ها و آمینواسیدها را آسان می‌کند. به‌طور کلی میکروبادی‌ها در سم‌زدایی از پراکسیدها و تنفس نوری گیاهان نقش دارند. انواع گوناگون میکروبادی‌ها کارکردهای گوناگونی دارند:

### پراکسی‌زوم
پراکسی‌زوم که توسط کریستین دو دوو کشف و نام‌گذاری شده‌است، گونه‌ای میکروبادی است که به بدن در تجزیه مولکول‌های بزرگ و سم‌زدایی از مواد خطرناک کمک می‌کند. این ماده حاوی آنزیم‌هایی مانند اکسیداز است که واکنش هیدروژن پراکسید یک محصول جانبی از واکنش‌های آنزیمی آن است. در داخل پراکسی‌زوم، هیدروژن پراکسید می‌تواند توسط آنزیم‌هایی مانند کاتالاز و پراکسیداز به آب تبدیل شود.

### گلی‌اکسی‌زوم
گلی‌اکسی‌زوم‌ها پراکسی‌زوم‌های ویژه‌ای هستند که در گیاهان و کپک‌ها یافت می‌شوند و به تبدیل چربی‌های ذخیره شده به کربوهیدرات کمک می‌کنند تا بتوان از آن‌ها برای رشد گیاه استفاده کرد. در گلی‌اکسی‌زوم‌ها اسیدهای چرب توسط آنزیم‌های اکسیداسیون بتا پراکسی‌زومی به استیل-کوآ هیدرولیز می‌شوند. علاوه بر عملکردهای پراکسی‌زومی، گلی‌اکسی‌زوم‌ها دارای آنزیم‌های اصلی چرخه گلی‌اگزالات نیز هستند.

## تاریخچه
میکروبادی‌ها نخستین بار در سال ۱۹۵۴ توسط رودین کشف و نام‌گذاری شدند. دو سال بعد در سال ۱۹۵۶، رویلر و برنهارد اولین تصاویر پذیرفته شده در سراسر جهان از میکروبادی‌ها را در یاخته‌های کبدی ارائه دادند. سپس در سال ۱۹۶۵، کریستین دو دوو و همکارانش میکروبادی‌های بدن را از کبد موش جدا کردند. دی دوو معتقد بود که نام میکروبادی خیلی عمومی است و به دلیل ارتباط با هیدروژن پراکسید، نام پراکسی‌زوم را انتخاب کرد. در سال ۱۹۶۷، بریدنباخ و بیورز نخستین کسانی بودند که میکروبادی‌ها را از گیاهان جدا کردند و چون مشخص شد دارای آنزیم‌های چرخه گلی‌اگزالات هستند آن‌ها را گلی‌اکسی‌زوم نامیدند.